# Admirał Lewczenko
Admirał Lewczenko (ros. Адмирал Левченко) – radziecki, następnie rosyjski niszczyciel rakietowy projektu 1155 (typu Udałoj, ozn. NATO Udaloy), klasyfikowany oficjalnie jako duży okręt przeciwpodwodny. W czynnej służbie od 1988 roku, wchodzi w skład Floty Północnej. W toku służby operował także na Morzu Śródziemnym.

## Budowa i opis techniczny
„Admirał Lewczenko” był dziewiątym zbudowanym okrętem projektu 1155 (Friegat), znanego też od pierwszego okrętu, oraz na zachodzie, jako typ Udałoj (Udaloy). Okręt został wciągnięty na listę floty 1 sierpnia 1981 roku. Początkowo miał nosić nazwę „Chabarowsk”, lecz 24 maja 1982 roku zmieniono ją na „Admirał Lewczenko” na cześć admirała Gordieja Lewczenki (1897–1981). Stępkę położono 27 stycznia 1982 roku w stoczni im. A.A. Żdanowa w Leningradzie (numer budowy 734), okręt został zwodowany 21 lutego 1985 roku, zaś do służby wszedł 30 września 1988 roku.
Okręty projektu 1155 były klasyfikowane jako duże okręty przeciwpodwodne (ros. bolszoj protiwołodocznyj korabl, BPK), niemniej na zachodzie powszechnie uznawane są za niszczyciele. Ich zasadniczym przeznaczeniem było zwalczanie okrętów podwodnych, w tym celu ich główne uzbrojenie stanowiło osiem wyrzutni rakietotorped Rastrub-B z ośmioma pociskami i osiem wyrzutni torped kalibru 533 mm przeciw okrętom podwodnym. Ich możliwości w zakresie zwalczania okrętów podwodnych rozszerzały dwa śmigłowce pokładowe Ka-27PŁ. Uzbrojenie przeciwpodwodne uzupełniały dwa dwunastoprowadnicowe miotacze rakietowych bomb głębinowych RBU-6000. Uzbrojenie artyleryjskie stanowiły dwa pojedyncze działa uniwersalne kalibru 100 mm AK-100 na dziobie oraz dwa zestawy artyleryjskie obrony bezpośredniej w postaci dwóch par sześciolufowych naprowadzanych radarowo działek 30 mm AK-630M (łącznie cztery działka). Uzbrojenie rakietowe służyło tylko do bliskiej obrony i składało się z dwóch kompleksów pocisków przeciwlotniczych i przeciwrakietowych Kindżał, każdy w składzie czterech bębnowych wyrzutni pionowych, po jednym na dziobie i na rufie (64 pociski).
Okręty wyposażone były w odpowiednie środki obserwacji technicznej, w tym kompleks hydrolokacyjny Polinom z antenami w gruszce dziobowej, podkilową i holowaną. „Admirał Lewczenko” otrzymał pełny zestaw wyposażenia późnych okrętów tego typu, obejmujący między innymi stację radiolokacyjną dozoru ogólnego Friegat-MA (MR-750) na maszcie rufowym i stację do wykrywania celów niskolecących Podkat na maszcie dziobowym oraz wyrzutnie celów pozornych PK-2 i PK-10.
Napęd stanowią dwa zespoły turbin gazowych M9 w systemie COGAG, napędzające po jednej śrubie. Każdy składa się z turbiny marszowej D090 o mocy 9000 KM) i turbiny mocy szczytowej DT59 o mocy 22 500; łączna moc napędu wynosi 63 000 KM. Prędkość maksymalna wynosi 29 węzłów, a ekonomiczna 18 węzłów.

## Służba

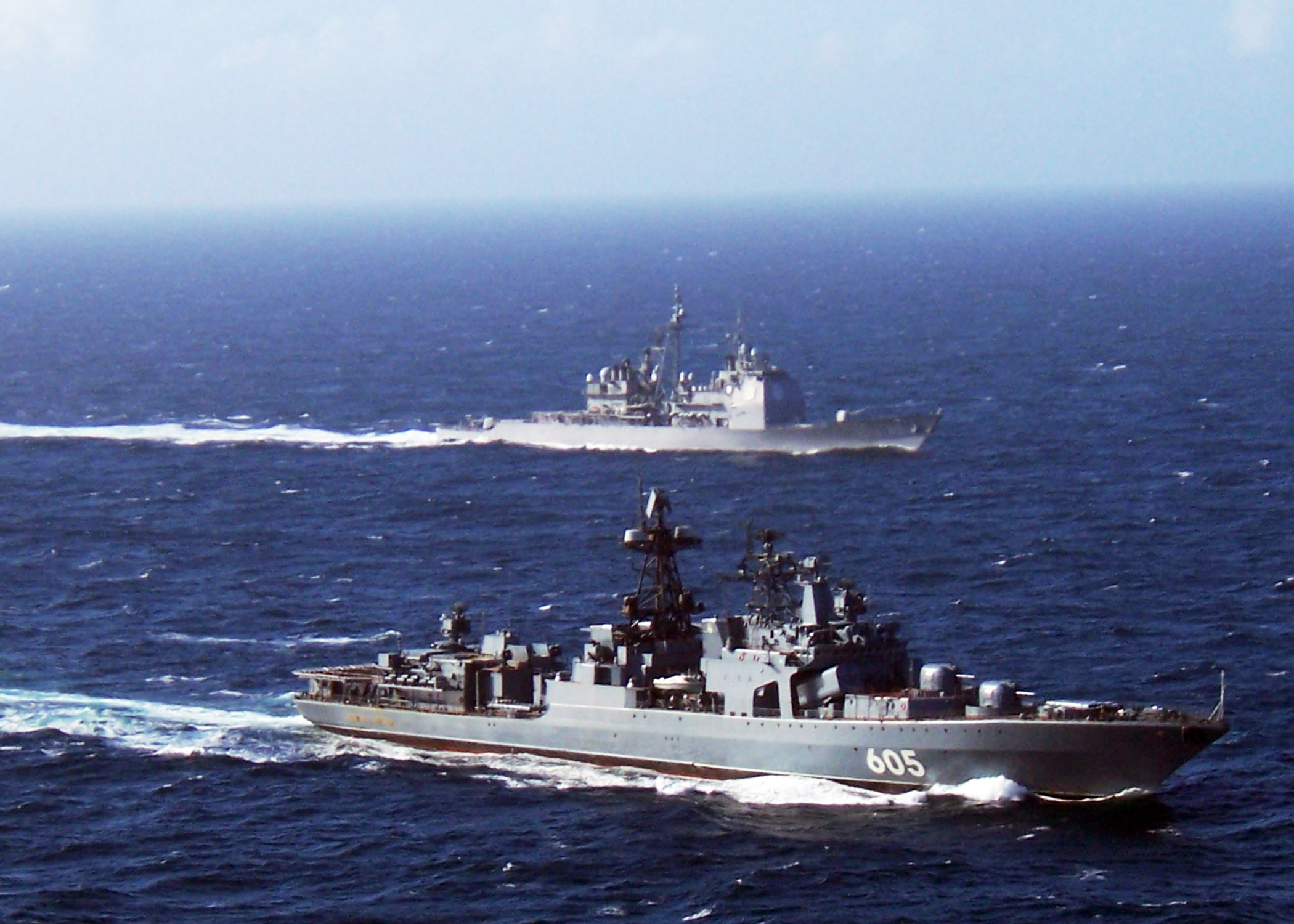
„Admirał Lewczenko” z amerykańskim krążownikiem USS Hue City, 2004

„Admirał Lewczenko” od 1 maja 1989 roku wchodził w skład Floty Północnej ZSRR, następnie Rosji.
Operował także na Morzu Śródziemnym – w dniach 11-15 października 1993 roku odwiedził Tulon we Francji. 
5 grudnia 2007 roku wyszedł wraz z niszczycielem „Admirał Czabanienko” w eskorcie lotniskowca „Admirał Kuzniecow”, udającego się w pierwszy od kilkunastu lat rejs operacyjny na Morze Śródziemne. W jego toku oba niszczyciele wykryły na Atlantyku obcy okręt podwodny i utrzymywały z nim kontakt. 
W związku z wojną domową w Syrii, 14 grudnia 2013 roku ponownie wypłynął w eskorcie lotniskowca „Admirał Kuzniecow” na Morze Śródziemne. W maju wpłynął na Morze Czarne, zawijając 9 maja do Sewastopola.
W 2016 roku znajdował się wciąż w służbie, z numerem burtowym 605.